# Focus (album)
Albums de Cynic
Traced in Air
(2008)
Focus est le premier album studio du groupe de metal progressif américain Cynic sorti le 13 septembre 1993.
Sur cet album, Cynic joue un death metal technique aux influences jazzy, qui deviendra une des références de cette branche plus technique et progressive du death metal. En plus des death grunts habituels (réalisés par Tony Teegarden car le guitariste et chanteur Paul Masvidal risquait de perdre sa voix), une voix passée sous vocoder, celle de Masvidal, est également présente.

## Liste des titres
| No | Titre                | Durée |
| -- | -------------------- | ----- |
| 1. | Veil of Maya         | 5:23  |
| 2. | Celestial Voyage     | 3:40  |
| 3. | The Eagle Nature     | 3:31  |
| 4. | Sentiment            | 4:24  |
| 5. | I'm But a Wave To... | 5:31  |
| 6. | Uroboric Forms       | 3:32  |
| 7. | Textures             | 4:42  |
| 8. | How Could I          | 5:29  |

| 9.  | Veil of Maya (2004 Remix)         | 5:21 |
| 10. | I'm But a Wave To... (2004 Remix) | 5:21 |
| 11. | How Could I (2004 Remix)          | 6:19 |
| 12. | Cosmos                            | 4:21 |
| 13. | The Circle's Gone                 | 5:20 |
| 14. | Endless Endeavours                | 9:55 |

## Composition du groupe
- Paul Masvidal - Chant et guitare.
- Sean Reinert - Batterie, batterie électronique et claviers.
- Sean Malone - basse et chapman stick.
- Jason Gobel - Guitare.

## Musiciens additionnels
- Tony Teegarden - Death growl.
- Steve Gruden - Chant.
- Sonia Otey - Chant.

## Membres additionnels
- Scott Burns - Production, ingénieur du son et mixage audio.
- Mike Fuller - Mastering.
- Robert Venosa - Artwork.
- Theresa Blauch - Photos[2].